# RollerCoaster Tycoon 2
RollerCoaster Tycoon 2 è un videogioco manageriale che simula la gestione di parco di divertimento, il secondo capitolo dell'omonima trilogia. Sviluppato da Chris Sawyer e pubblicato da Infogrames, il gioco venne messo in commercio il 15 ottobre 2002.
È il successore di RollerCoaster Tycoon ed è stato a sua volta seguìto dal gioco RollerCoaster Tycoon 3.

## Modalità di gioco
Come il suo predecessore, lo scopo del gioco è di completare una serie di scenari prestabiliti costruendo e dirigendo dei parchi a tema. Il giocatore può scegliere tra decine di percorsi di montagne russe, ma può anche costruire altre attrazioni come giostre, autoscontri, case dei fantasmi, go-kart e navi oscillanti. Il giocatore può anche costruire i propri progetti di montagne russe decidendo la direzione, l'altezza e l'inclinazione di ogni singolo pezzo che compone il percorso. È anche possibile inserire pezzi speciali all'interno del tracciato, come le foto in corsa e i giri della morte. Si può inoltre personalizzare l'ambiente alzando o abbassando il terreno, aggiungendo piante e ornamenti; bisogna anche soddisfare le esigenze dei visitatori del parco costruendo in modo strategico i chioschi e i servizi igienici; un'altra importante caratteristica consiste nel decidere il prezzo d'entrata alle varie singole attrazioni.

## Accoglienza
Inizialmente il gioco non ha riscosso un grande successo a causa della poca innovazione rispetto al suo predecessore: il motore grafico è rimasto lo stesso e le caratteristiche del gameplay sono rimaste pressoché inalterate.
Qualche tempo dopo l'uscita del gioco, tuttavia, il pubblico ha iniziato ad apprezzarlo soprattutto per l'alta longevità e per l'ampia possibilità di personalizzazione dei circuiti e del mondo di gioco, anche grazie ad un efficiente editor di mappe.
A seguito di varie riedizioni, anche economiche, molti appassionati si sono avvicinati a questo genere di giochi per la prima volta e, visto il successo ottenuto dopo i primi anni di vendita, si è deciso di programmare un seguito, ovvero RollerCoaster Tycoon 3.

## Espansioni del gioco
Sono stati realizzati due pacchetti espansivi per RollerCoaster Tycoon 2. Il primo, Wacky Worlds, è un'espansione basata sui percorsi e sugli scenari di parchi realmente esistenti. La seconda espansione, Time Twister, è un ulteriore miglioramento del gioco, che apporta numerosi cambiamenti e permette di gestire parchi molto più grandi e scenari molto più avvincenti e particolareggiati.